# 2000-talet (skrivsätt)
För historik över 2000-talet, se artiklarna 2000-talet (millennium), 2000-talet (sekel) och 2000-talet (decennium).
2000-talet betecknar en tidsperiod som börjar år 2000 och kan vara 10, 100 eller 1000 år lång. Vilken av dessa perioder som avses i varje enskilt fall framgår inte av själva skrivsättet. Ofta kan läsaren ändå sluta sig till det av sammanhanget, och ibland används skrivsättet i meningar där periodens längd egentligen inte spelar någon större roll.

## Ord för 2000-talet
"2000-talet" är i sig inte ett entydigt ord. Ska man uttala det eller skriva det med bokstäver måste man bestämma sig för ett ord eller en fras, exempelvis tvåtusentalet, tjugohundratalet, tvåtusentalets första tio år, tjugo-nollnolltalet eller liknande.
De svenska och finska språkråden, TT-språket samt ordböcker lyfter gemensamt fram följande ord och betydelser:
- tvåtusentalet – årtusendet 2000-2999
- tjugohundratalet – århundradet 2000-2099
- nollnolltalet – det första årtiondet i ett århundrade, i vår tid oftast 2000-2009

Alla tre orden finns även i det allmänna språkbruket, men tvåtusentalet syftar då inte alltid på hela millenniet. Det används ibland i betydelsen seklet eller decenniet. Förr var tvåtusentalet också det enda välkända sättet att uttala 2000-talet oavsett vilken betydelse som avsågs. Decenniet kallas numera mest för nollnolltalet, men fraser i stil med "tvåtusentalets första tio år" är också ganska vanliga.
Framför allt från år 2020 och framåt har det – sannolikt efter inspiration från engelskan – blivit allt populärare att uttala årtalen som "Tjugo tjugo", "tjugo tjugoett" och så vidare. Det mönstret tycks dock inte användas retroaktivt om år på t.ex. 1900-talet, utan gäller enbart år på 2000-talet och framåt.

## Diskussioner
Frågan om hur 2000-talet skall uttalas aktualiserades för de danska, norska och svenska språknämnderna 1968 när den danska nämnden fick en fråga om saken. Enligt den danska nämnden utläses 2000-talet "vistnok altid" som totusindtallet, men man fann att också tyvehundretallet kunde accepteras. Den norska nämnden gick på samma linje, medan den svenska nämnden rekommenderade tjugohundratalet. Under 1980-talet var 2000-talets uttal och betydelser föremål för diskussioner. Bruket stod vid denna tid och vägde mellan de båda alternativen. Under 00-talet har ämnet behandlats flitigt på bloggar och diskussionsfora. Motsättningarna har oftast gällt om både tvåtusentalet och tjugohundratalet är bra ord eller ej. Några alternativa ordförslag till dem har sällan lagts fram. Istället har det diskuterats om det behöver finnas distinkta ord för sekler och millennier eller inte. Det relativt nya ordet "tjugohundratalet" har hamnat i debattens fokus. En del har tagit ordet till sig och menar att det löser ett problem, andra tycker illa om det.
Debattörerna lyfter fram logiska mönster i språket som stödjer den ena eller andra åsikten, exempelvis att följden "arton-" och "nittonhundratalet" borde leda till "tjugohundratalet", eller att "tusentalet" och "tvåtusentalet" ingår i ett annat mönster. Det senare leder ofta över till frågan om tusentalet bör beteckna seklet eller hela millenniet och om tiohundratalet är ett bra ord för seklet eller ej.
I de flesta dispyterna jämförs orden för tidsperioder med hur enskilda årtal uttalas, speciellt åren 1066 (slaget vid Hastings) och 2001 (2001 – Ett rymdäventyr). Årtal kan uttalas på olika sätt, tvåtusentio eller tjugohundratio, men några vill begränsa språket till endast ett alternativ. Även Språkrådet rekommenderar en sådan begränsning. De som har valt ut ett sätt att benämna årtal brukar sedan använda detta val i sin argumentation för hur 1000-talet och 2000-talet bör benämnas och tolkas.
Något av problematiken har länge förekommit i förhållandet till 1900-talets första årtionde. August Strindberg har använt 00-talet, vilket Carl G. Laurin uppfattade som något ohövligt. I litteraturen talar man om åttiotalet, nittiotalet och tiotalet. De författare som debuterade mellan 1900 och 1909 hänförs till den sistnämnda gruppen (ifall de räknas till en strömning), vilket man ibland försökt motivera med att de skulle ha "funnit sig själva" under 1910-talet. Sture Allén kommenterar att systemtvånget är starkt och föreslår att man talar om 00-talet.
En ofta återkommande fråga gäller alltså om det behöver finnas skilda ord för sekel och millennium, eller om man alltid ska låta sammanhanget avgöra betydelsen. Några menar att ett millennium är så ofattbart stort så att vi över huvud taget inte har användning för ett särskilt ord för det. Bör det i så fall räcka med uttryck som "hela det tredje årtusendet" eller "hela millenniet som börjar år 2000" när man vill tydliggöra ett millennieperspektiv?
Att införa "tjugohundratalet" för seklet och låta "tvåtusentalet" bara betyda millenniet betraktar vissa som en inskränkning av tvåtusentalets invanda betydelseområde, ibland till och med som en stöld av den enda betydelse som detta invanda ord haft för dem. Några har uppfattat det som otillbörlig myndighetsutövning att Språkrådet, Institutionen för svenska språket vid Göteborgs Universitet, TT-språket med flera samstämmigt rekommenderar en distinktion mellan tjugohundratalet och tvåtusentalet.